# ゲゼル (聖書)

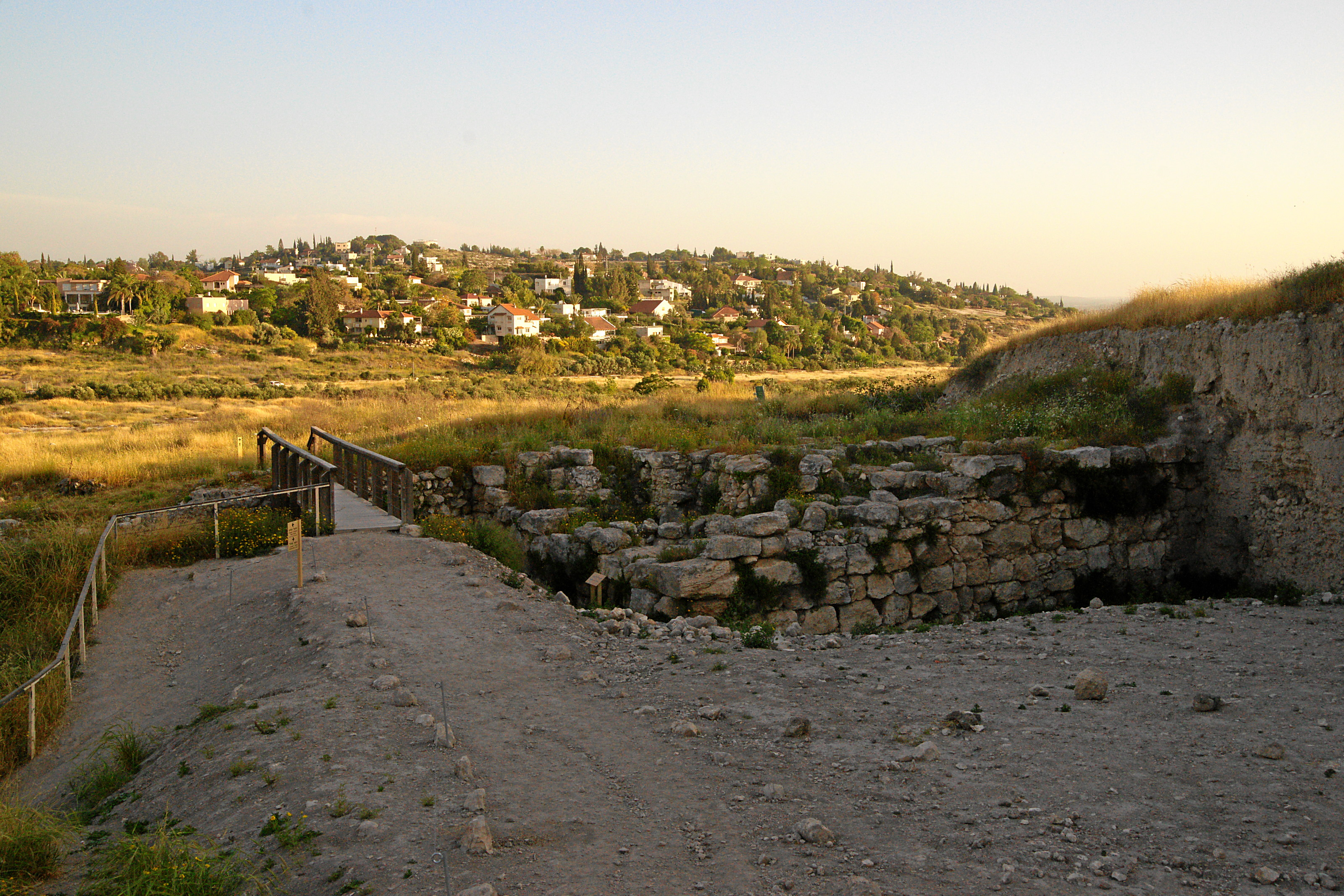
ゲゼル遺跡

ゲゼル(ヘブライ語: גֶּזֶר Gezer)は、旧約聖書に登場する地名である。
イスラエルの海岸平野とユダの丘陵地帯を分ける境界線である。エルサレムの西北西30kmに位置する古いカナンの町である。
西部国境を守るために重要な位置を占める軍事上重要な場所である。
ダビデ王は、丘陵地帯で侵入者を撃退すると、ゲゼルにいたるまで進撃して、続いてゲゼルの地域で戦いをした。